# Statskapitalism
Statskapitalism är ett ekonomiskt system där staten bedriver kommersiell (det vill säga vinstdrivande) ekonomisk verksamhet och där produktionsmedlen är organiserade och förvaltade av statligt ägda företag (inklusive vinst på kapital, lönearbete och centraliserad förvaltning) eller där det finns en stor andel bolagiserade myndigheter (organ som organiseras i enlighet med företagsledningspraxis) eller av offentligt noterade bolag där staten äger en majoritet av aktiekapitalet. Termen började bli vanlig under 1920-talet, främst inom delar av vänsteroppositionen till bolsjevikerna, för att beskriva utvecklingen i Sovjetunionen. Forna Östblocket, Kuba, Kina och Nordkorea beskrivs emellanåt som statskapitalistiska. 
Termen är dock äldre än så. Den tyske socialisten Wilhelm Liebknecht sade redan 1896: "Nobody has combatted State Socialism more than we German Socialists; nobody has shown more distinctively than I, that State Socialism is really State capitalism!". Efter oktoberrevolutionen i Ryssland skrev Vladimir Lenin: "While the revolution in Germany is slow in "coming forth," our task is to study the state capitalism of the Germans, to spare no effort in copying it and not shrink from adopting dictatorial methods to hasten the copying of it." Lenin ansåg att staten tillfälligt skulle driva ekonomin, som sedan skulle tas över av arbetarna, för att då till slut uppnå ett kommunistiskt (det vill säga statslöst) samhälle.
I dag är "statskapitalism" en vanlig benämning inom delar av den radikala vänstern. Termen används även av liberaler. Laissez-faire-liberalen Murray Rothbard använder till exempel "statskapitalism" för att beteckna statliga ingripanden i marknaden, som exempelvis keynesianism.